# 287432 Bril
287432 Bril este o planetă minoră (asteroid) din centura de asteroizi. A fost descoperită pe 24 noiembrie 2002 la Observatorul Palomar de Near Earth Asteroid Tracking. 
Obiectul prezintă o orbită caracterizată de o semiaxă mare de 3,185248330608 UAi, o excentricitate de 0,18741479391332, o înclinație de 4,1732334542597 ° în raport cu ecliptica.